# Concacaf Nations League C 2024/2025
Concacaf Nations League C 2024/2025 var en fotbollslandslagsturnering som spelades mellan den 4 september och 15 oktober 2024.

## Nationer
- Amerikanska Jungfruöarna
- Anguilla
- Bahamas
- Barbados
- Belize
- Brittiska Jungfruöarna
- Caymanöarna
- Saint Kitts och Nevis
- Turks- och Caicosöarna

## Grupper

### Grupp A
| Nr | Lag                      | S | V | O | F | GM | IM | MS  | P  |
| -- | ------------------------ | - | - | - | - | -- | -- | --- | -- |
| 1  | Barbados                 | 4 | 4 | 0 | 0 | 17 | 4  | +13 | 12 |
| 2  | Bahamas                  | 4 | 1 | 1 | 2 | 10 | 13 | −3  | 4  |
| 3  | Amerikanska Jungfruöarna | 4 | 0 | 1 | 3 | 4  | 14 | −10 | 1  |

| 4           | 4 september 2024 | Amerikanska Jungfruöarna                                        | 3 – 3           | Bahamas                                                        | Bethlehem Soccer Stadium                             |                                                      |
| 16:00 UTC−4 | 16:00 UTC−4      | Naqwan Henry 27′ Rakeem Joseph 77′ Gabriel Catone-Highfield 86′ | (1 – 2) Rapport | 2′ (str.) Lesly St. Fleur 37′ Wood Julmis 58′ Brandon Adderley | Upper Bethlehem Domare: Jefferson Escobar (Honduras) | Upper Bethlehem Domare: Jefferson Escobar (Honduras) |
| 16:00 UTC−4 | 16:00 UTC−4      |                                                                 |                 |                                                                | Upper Bethlehem Domare: Jefferson Escobar (Honduras) | Upper Bethlehem Domare: Jefferson Escobar (Honduras) |
| 16:00 UTC−4 | 16:00 UTC−4      |                                                                 |                 |                                                                | Upper Bethlehem Domare: Jefferson Escobar (Honduras) | Upper Bethlehem Domare: Jefferson Escobar (Honduras) |

| 23          | 7 september 2024 | Bahamas                   | 2 – 3           | Barbados                                              | Bethlehem Soccer Stadium                                                  |                                                                           |
| 16:00 UTC−4 | 16:00 UTC−4      | Brandon Adderley 42′, 66′ | (1 – 1) Rapport | 10′ Applewhite 80′ Ethan Taylor 82′ Andre Applewhaite | Upper Bethlehem (Amerikanska Jungfruöarna) Domare: Shavin Greene (Guyana) | Upper Bethlehem (Amerikanska Jungfruöarna) Domare: Shavin Greene (Guyana) |
| 16:00 UTC−4 | 16:00 UTC−4      |                           |                 |                                                       | Upper Bethlehem (Amerikanska Jungfruöarna) Domare: Shavin Greene (Guyana) | Upper Bethlehem (Amerikanska Jungfruöarna) Domare: Shavin Greene (Guyana) |
| 16:00 UTC−4 | 16:00 UTC−4      |                           |                 |                                                       | Upper Bethlehem (Amerikanska Jungfruöarna) Domare: Shavin Greene (Guyana) | Upper Bethlehem (Amerikanska Jungfruöarna) Domare: Shavin Greene (Guyana) |

| 46          | 10 september 2024 | Barbados                                       | 3 – 0           | Amerikanska Jungfruöarna | Bethlehem Soccer Stadium                                                      |                                                                               |
| 16:00 UTC−4 | 16:00 UTC−4       | Carl Hinkson 15′ Niall Reid-Stephen 86′, 90+3′ | (1 – 0) Rapport |                          | Upper Bethlehem (Amerikanska Jungfruöarna) Domare: Sergio Rozenhout (Surinam) | Upper Bethlehem (Amerikanska Jungfruöarna) Domare: Sergio Rozenhout (Surinam) |
| 16:00 UTC−4 | 16:00 UTC−4       |                                                |                 |                          | Upper Bethlehem (Amerikanska Jungfruöarna) Domare: Sergio Rozenhout (Surinam) | Upper Bethlehem (Amerikanska Jungfruöarna) Domare: Sergio Rozenhout (Surinam) |
| 16:00 UTC−4 | 16:00 UTC−4       |                                                |                 |                          | Upper Bethlehem (Amerikanska Jungfruöarna) Domare: Sergio Rozenhout (Surinam) | Upper Bethlehem (Amerikanska Jungfruöarna) Domare: Sergio Rozenhout (Surinam) |

| 55          | 9 oktober 2024 | Amerikanska Jungfruöarna | 0 – 5           | Barbados                                                                         | Wildey Turf                                          |                                                      |
| 20:00 UTC−4 | 20:00 UTC−4    |                          | (0 – 2) Rapport | 42′ Hadan Holligan 45+2′ (str.), 47′, 65′ Niall Reid-Stephen 90+2′ Omani Leacock | Wildey (Barbados) Domare: José Valladares (Honduras) | Wildey (Barbados) Domare: José Valladares (Honduras) |
| 20:00 UTC−4 | 20:00 UTC−4    |                          |                 |                                                                                  | Wildey (Barbados) Domare: José Valladares (Honduras) | Wildey (Barbados) Domare: José Valladares (Honduras) |
| 20:00 UTC−4 | 20:00 UTC−4    |                          |                 |                                                                                  | Wildey (Barbados) Domare: José Valladares (Honduras) | Wildey (Barbados) Domare: José Valladares (Honduras) |

| 38          | 12 oktober 2024 | Bahamas                                  | 3 – 1           | Amerikanska Jungfruöarna | Wildey Turf                                             |                                                         |
| 20:00 UTC−4 | 20:00 UTC−4     | Brandon Adderley 13′, 23′ Omari Bain 30′ | (3 – 0) Rapport | 69′ Hasani Edgar         | Wildey (Barbados) Domare: Benjamin Whitty (Caymanöarna) | Wildey (Barbados) Domare: Benjamin Whitty (Caymanöarna) |
| 20:00 UTC−4 | 20:00 UTC−4     |                                          |                 |                          | Wildey (Barbados) Domare: Benjamin Whitty (Caymanöarna) | Wildey (Barbados) Domare: Benjamin Whitty (Caymanöarna) |
| 20:00 UTC−4 | 20:00 UTC−4     |                                          |                 |                          | Wildey (Barbados) Domare: Benjamin Whitty (Caymanöarna) | Wildey (Barbados) Domare: Benjamin Whitty (Caymanöarna) |

| 72          | 15 oktober 2024 | Barbados                                                                                        | 6 – 2   | Bahamas                                          | Wildey Turf                                  |                                              |
| 20:00 UTC−4 | 20:00 UTC−4     | Andre Applewhaite 8′, 52′ Niall Reid-Stephen 14′ (str.) Sheran Hoyte 26′, 64′ Omani Leacock 47′ | Rapport | 6′ Brandon Adderley 43′ (sjm.) Nicoli Brathwaite | Wildey Domare: Micheal Akangou (Caymanöarna) | Wildey Domare: Micheal Akangou (Caymanöarna) |
| 20:00 UTC−4 | 20:00 UTC−4     |                                                                                                 |         |                                                  | Wildey Domare: Micheal Akangou (Caymanöarna) | Wildey Domare: Micheal Akangou (Caymanöarna) |
| 20:00 UTC−4 | 20:00 UTC−4     |                                                                                                 |         |                                                  | Wildey Domare: Micheal Akangou (Caymanöarna) | Wildey Domare: Micheal Akangou (Caymanöarna) |

### Grupp B
| Nr | Lag                    | S | V | O | F | GM | IM | MS | P  |
| -- | ---------------------- | - | - | - | - | -- | -- | -- | -- |
| 1  | Belize                 | 4 | 4 | 0 | 0 | 9  | 0  | +9 | 12 |
| 2  | Anguilla               | 4 | 1 | 0 | 3 | 3  | 4  | −1 | 3  |
| 3  | Turks- och Caicosöarna | 4 | 1 | 0 | 3 | 2  | 10 | −8 | 3  |

| 5           | 4 september 2024 | Anguilla                               | 2 – 0   | Turks- och Caicosöarna | TCIFA National Academy                                                   |                                                                          |
| 15:00 UTC−4 | 15:00 UTC−4      | Germain Hughes 57′ Lamar Carpenter 74′ | Rapport |                        | Providenciales (Turks- och Caicosöarna) Domare: José Fuentes (Guatemala) | Providenciales (Turks- och Caicosöarna) Domare: José Fuentes (Guatemala) |
| 15:00 UTC−4 | 15:00 UTC−4      |                                        |         |                        | Providenciales (Turks- och Caicosöarna) Domare: José Fuentes (Guatemala) | Providenciales (Turks- och Caicosöarna) Domare: José Fuentes (Guatemala) |
| 15:00 UTC−4 | 15:00 UTC−4      |                                        |         |                        | Providenciales (Turks- och Caicosöarna) Domare: José Fuentes (Guatemala) | Providenciales (Turks- och Caicosöarna) Domare: José Fuentes (Guatemala) |

| 24          | 7 september 2024 | Turks- och Caicosöarna | 0 – 4           | Belize                                                           | TCIFA National Academy                                     |                                                            |
| 15:00 UTC−4 | 15:00 UTC−4      |                        | (0 – 2) Rapport | 12′ Orlando Velásquez 43′, 73′ Jordy Polanco 66′ Michael Palacio | Providenciales Publik: 271 Domare: Cleon Culley (Barbados) | Providenciales Publik: 271 Domare: Cleon Culley (Barbados) |
| 15:00 UTC−4 | 15:00 UTC−4      |                        |                 |                                                                  | Providenciales Publik: 271 Domare: Cleon Culley (Barbados) | Providenciales Publik: 271 Domare: Cleon Culley (Barbados) |
| 15:00 UTC−4 | 15:00 UTC−4      |                        |                 |                                                                  | Providenciales Publik: 271 Domare: Cleon Culley (Barbados) | Providenciales Publik: 271 Domare: Cleon Culley (Barbados) |

| 47          | 10 september 2024 | Belize            | 1 – 0           | Anguilla | TCIFA National Academy                                                  |                                                                         |
| 15:00 UTC−4 | 15:00 UTC−4       | Jordy Polanco 27′ | (1 – 0) Rapport |          | Providenciales (Turks- och Caicosöarna) Domare: Steffon Dewar (Jamaica) | Providenciales (Turks- och Caicosöarna) Domare: Steffon Dewar (Jamaica) |
| 15:00 UTC−4 | 15:00 UTC−4       |                   |                 |          | Providenciales (Turks- och Caicosöarna) Domare: Steffon Dewar (Jamaica) | Providenciales (Turks- och Caicosöarna) Domare: Steffon Dewar (Jamaica) |
| 15:00 UTC−4 | 15:00 UTC−4       |                   |                 |          | Providenciales (Turks- och Caicosöarna) Domare: Steffon Dewar (Jamaica) | Providenciales (Turks- och Caicosöarna) Domare: Steffon Dewar (Jamaica) |

| 56          | 9 oktober 2024 | Anguilla | 0 – 1           | Belize                | FFB Stadium                                                    |                                                                |
| 20:00 UTC−6 | 20:00 UTC−6    |          | (0 – 0) Rapport | 56′ Orlando Velasquez | Belmopan (Belize) Publik: 522 Domare: Ray Torres (Puerto Rico) | Belmopan (Belize) Publik: 522 Domare: Ray Torres (Puerto Rico) |
| 20:00 UTC−6 | 20:00 UTC−6    |          |                 |                       | Belmopan (Belize) Publik: 522 Domare: Ray Torres (Puerto Rico) | Belmopan (Belize) Publik: 522 Domare: Ray Torres (Puerto Rico) |
| 20:00 UTC−6 | 20:00 UTC−6    |          |                 |                       | Belmopan (Belize) Publik: 522 Domare: Ray Torres (Puerto Rico) | Belmopan (Belize) Publik: 522 Domare: Ray Torres (Puerto Rico) |

| 39          | 12 oktober 2024 | Turks- och Caicosöarna                        | 2 – 1           | Anguilla            | FFB Stadium                                       |                                                   |
| 20:00 UTC−6 | 20:00 UTC−6     | Emmanuel Martin 3′ Ledson Jerome 90+5′ (str.) | (1 – 0) Rapport | 59′ Lamar Carpenter | Belmopan (Belize) Domare: Ekaterina Korolev (USA) | Belmopan (Belize) Domare: Ekaterina Korolev (USA) |
| 20:00 UTC−6 | 20:00 UTC−6     |                                               |                 |                     | Belmopan (Belize) Domare: Ekaterina Korolev (USA) | Belmopan (Belize) Domare: Ekaterina Korolev (USA) |
| 20:00 UTC−6 | 20:00 UTC−6     |                                               |                 |                     | Belmopan (Belize) Domare: Ekaterina Korolev (USA) | Belmopan (Belize) Domare: Ekaterina Korolev (USA) |

| 73          | 15 oktober 2024 | Belize                                                   | 3 – 0           | Turks- och Caicosöarna | FFB Stadium                         |                                     |
| 20:00 UTC−6 | 20:00 UTC−6     | Jordy Polanco 28′ Moisés Hernández 40′ Krisean López 57′ | (2 – 0) Rapport |                        | Belmopan Domare: Victor Rivas (USA) | Belmopan Domare: Victor Rivas (USA) |
| 20:00 UTC−6 | 20:00 UTC−6     |                                                          |                 |                        | Belmopan Domare: Victor Rivas (USA) | Belmopan Domare: Victor Rivas (USA) |
| 20:00 UTC−6 | 20:00 UTC−6     |                                                          |                 |                        | Belmopan Domare: Victor Rivas (USA) | Belmopan Domare: Victor Rivas (USA) |

### Grupp C
| Nr | Lag                    | S | V | O | F | GM | IM | MS | P  |
| -- | ---------------------- | - | - | - | - | -- | -- | -- | -- |
| 1  | Saint Kitts och Nevis  | 4 | 3 | 1 | 0 | 10 | 3  | +7 | 10 |
| 2  | Caymanöarna            | 4 | 2 | 1 | 1 | 4  | 5  | −1 | 7  |
| 3  | Brittiska Jungfruöarna | 4 | 0 | 0 | 4 | 1  | 7  | −6 | 0  |

| 6           | 4 september 2024 | Brittiska Jungfruöarna | 0 – 1           | Caymanöarna        | Truman Bodden Sports Complex                                   |                                                                |
| 15:30 UTC−5 | 15:30 UTC−5      |                        | (0 – 0) Rapport | 84′ Elijah Seymour | George Town (Caymanöarna) Domare: Jonathan Leiton (Costa Rica) | George Town (Caymanöarna) Domare: Jonathan Leiton (Costa Rica) |
| 15:30 UTC−5 | 15:30 UTC−5      |                        |                 |                    | George Town (Caymanöarna) Domare: Jonathan Leiton (Costa Rica) | George Town (Caymanöarna) Domare: Jonathan Leiton (Costa Rica) |
| 15:30 UTC−5 | 15:30 UTC−5      |                        |                 |                    | George Town (Caymanöarna) Domare: Jonathan Leiton (Costa Rica) | George Town (Caymanöarna) Domare: Jonathan Leiton (Costa Rica) |

| 24          | 7 september 2024 | Caymanöarna     | 1 – 4           | Saint Kitts och Nevis                                            | Truman Bodden Sports Complex                                      |                                                                   |
| 15:30 UTC−5 | 15:30 UTC−5      | Mason Duval 51′ | (0 – 3) Rapport | 10′ Kimaree Rogers 19′, 37′ Tiquanny Williams 72′ Dionis Stephen | George Town Domare: Moeth Gaymes (Saint Vincent och Grenadinerna) | George Town Domare: Moeth Gaymes (Saint Vincent och Grenadinerna) |
| 15:30 UTC−5 | 15:30 UTC−5      |                 |                 |                                                                  | George Town Domare: Moeth Gaymes (Saint Vincent och Grenadinerna) | George Town Domare: Moeth Gaymes (Saint Vincent och Grenadinerna) |
| 15:30 UTC−5 | 15:30 UTC−5      |                 |                 |                                                                  | George Town Domare: Moeth Gaymes (Saint Vincent och Grenadinerna) | George Town Domare: Moeth Gaymes (Saint Vincent och Grenadinerna) |

| 48          | 10 september 2024 | Saint Kitts och Nevis      | 2 – 0           | Brittiska Jungfruöarna | Truman Bodden Sports Complex                                  |                                                               |
| 15:30 UTC−5 | 15:30 UTC−5       | Tiquanny Williams 11′, 64′ | (1 – 0) Rapport |                        | George Town (Caymanöarna) Domare: Andrew Samuel (Puerto Rico) | George Town (Caymanöarna) Domare: Andrew Samuel (Puerto Rico) |
| 15:30 UTC−5 | 15:30 UTC−5       |                            |                 |                        | George Town (Caymanöarna) Domare: Andrew Samuel (Puerto Rico) | George Town (Caymanöarna) Domare: Andrew Samuel (Puerto Rico) |
| 15:30 UTC−5 | 15:30 UTC−5       |                            |                 |                        | George Town (Caymanöarna) Domare: Andrew Samuel (Puerto Rico) | George Town (Caymanöarna) Domare: Andrew Samuel (Puerto Rico) |

| 57          | 9 oktober 2024 | Brittiska Jungfruöarna | 1 – 3           | Saint Kitts och Nevis                                              | Warner Park Sporting Complex                                                                     |                                                                                                  |
| 15:30 UTC−4 | 15:30 UTC−4    | Kristian Javier 46′    | (0 – 2) Rapport | 25′ Malique Roberts 37′ G'Vaune Amory 90+5′ (sjm.) Ikyjah Williams | Basseterre (Saint Kitts och Nevis) Publik: 1 004 Domare: Vimarest Díaz (Dominikanska republiken) | Basseterre (Saint Kitts och Nevis) Publik: 1 004 Domare: Vimarest Díaz (Dominikanska republiken) |
| 15:30 UTC−4 | 15:30 UTC−4    |                        |                 |                                                                    | Basseterre (Saint Kitts och Nevis) Publik: 1 004 Domare: Vimarest Díaz (Dominikanska republiken) | Basseterre (Saint Kitts och Nevis) Publik: 1 004 Domare: Vimarest Díaz (Dominikanska republiken) |
| 15:30 UTC−4 | 15:30 UTC−4    |                        |                 |                                                                    | Basseterre (Saint Kitts och Nevis) Publik: 1 004 Domare: Vimarest Díaz (Dominikanska republiken) | Basseterre (Saint Kitts och Nevis) Publik: 1 004 Domare: Vimarest Díaz (Dominikanska republiken) |

| 40          | 12 oktober 2024 | Caymanöarna         | 1 – 0           | Brittiska Jungfruöarna | Warner Park Sporting Complex                                        |                                                                     |
| 15:30 UTC−4 | 15:30 UTC−4     | Dimetri Douglas 69′ | (0 – 0) Rapport |                        | Basseterre (Saint Kitts och Nevis) Domare: Ricangel De Leça (Aruba) | Basseterre (Saint Kitts och Nevis) Domare: Ricangel De Leça (Aruba) |
| 15:30 UTC−4 | 15:30 UTC−4     |                     |                 |                        | Basseterre (Saint Kitts och Nevis) Domare: Ricangel De Leça (Aruba) | Basseterre (Saint Kitts och Nevis) Domare: Ricangel De Leça (Aruba) |
| 15:30 UTC−4 | 15:30 UTC−4     |                     |                 |                        | Basseterre (Saint Kitts och Nevis) Domare: Ricangel De Leça (Aruba) | Basseterre (Saint Kitts och Nevis) Domare: Ricangel De Leça (Aruba) |

| 74          | 15 oktober 2024 | Saint Kitts och Nevis        | 1 – 1           | Caymanöarna       | Warner Park Sporting Complex               |                                            |
| 15:30 UTC−4 | 15:30 UTC−4     | Joshwa Campbell 90+9′ (sjm.) | (0 – 0) Rapport | 61′ Zachary Scott | Basseterre Domare: Shekiel Jokil (Surinam) | Basseterre Domare: Shekiel Jokil (Surinam) |
| 15:30 UTC−4 | 15:30 UTC−4     |                              |                 |                   | Basseterre Domare: Shekiel Jokil (Surinam) | Basseterre Domare: Shekiel Jokil (Surinam) |
| 15:30 UTC−4 | 15:30 UTC−4     |                              |                 |                   | Basseterre Domare: Shekiel Jokil (Surinam) | Basseterre Domare: Shekiel Jokil (Surinam) |

## Ranking av grupptvåor
| Nr | Lag (grupp)     | S | V | O | F | GM | IM | MS | P |
| -- | --------------- | - | - | - | - | -- | -- | -- | - |
| 1  | Caymanöarna (C) | 4 | 2 | 1 | 1 | 4  | 5  | −1 | 7 |
| 2  | Bahamas (A)     | 4 | 1 | 1 | 2 | 10 | 13 | −3 | 4 |
| 3  | Anguilla (B)    | 4 | 1 | 0 | 3 | 3  | 4  | −1 | 3 |